# Šteiner
Šteiner je priimek nekaterih oseb:
- Alojz Šteiner (* 1957), slovenski generalmajor
- Dominik Šteiner, slovenski fotograf
- Karel Šteiner, češki tekač
- Martin Šteiner, slovenski knjižničar in leksiograf